# Xanthocampoplex hunanensis
Xanthocampoplex hunanensis är en stekelart som beskrevs av He och Chen 1992. Xanthocampoplex hunanensis ingår i släktet Xanthocampoplex och familjen brokparasitsteklar. Inga underarter finns listade i Catalogue of Life.